# 京極務
京極 務（きょうごく つとむ、1955年- ）は、日本の地方公務員。大阪市都市改革監、大阪市副市長、大阪市立大学副理事長、大阪市高速電気軌道監査役を歴任。

## 経歴
1978年 (昭和53年) 3月、京都大学法学部卒業。 
同年4月、大阪市役所に入庁し、総務局配属。1995年4月、同行政部文書課長。1999年4月、同行政部長。2002年4月、計画調整局企画調整部長。2004年4月、市長室理事。2005年4月、市政改革担当理事。2005年12月、経営企画監。2008年4月、市民局長。2010年4月、契約管財局長兼交通局理事、水道局理事、病院局理事。2011年12月、政策企画室大都市制度改革監。2012年4月、都市改革監。大阪府との統合を進める「府市統合本部」の事務局次長を務める。
2012年11月、大阪市副市長。2016年1月退任。
同年4月、大阪市立大学副理事長。
2018年、大阪市高速電気軌道監査役。公益財団法人大阪国際平和センター代表理事、一般財団法人大阪市男女共同参画のまち創生協会理事。